# Studeničani
Studeničani (in macedone Студеничани?, in albanese Studeniçani) è un comune rurale nella parte settentrionale della Macedonia del Nord di 17 246 abitanti (dato 2002). La sede comunale è nella località omonima.

## Geografia fisica
Il comune confina con Skopje a nord-est, con Sopište a ovest, con Čaška a sud, con  Zelenikovo a est e con Petrovec a nord-est.

## Società

### Evoluzione demografica
In base al censimento del 2002 la popolazione è così suddivisa dal punto di vista etnico:
- Albanesi: 11 793
- Turchi: 3 285
- Bosniaci: 1 662
- Macedoni: 309
- Rrom: 73
- Serbi: 14
- Altri: 110

## Località
Il comune è formato dall'insieme delle seguenti località:
- Studeničani (sede comunale)
- Batinci
- Dračevica
- Dolno Količani
- Gorno Količani
- Crvena Voda
- Aldinci
- Cvetovo
- Elovo
- Crn Vrv
- Markova Sušica
- Vrtekica
- Malčishte
- Umovo
- Pagaruša
- Maldirec
- Osinčani
- Ramni Gaber
- Morane (Morani)